# Vikenbjörnbär
Vikenbjörnbär (Rubus vikensis) är en art av krypbjörnbär som beskrevs 2008 av Anfred Pedersen (Danmark) och Göran Wendt (Sverige). Enligt Catalogue of Life ingår vikenbjörnbär i släktet rubusar, dvs björnbär, och familjen rosväxter. Artens livsmiljö är jordbrukslandskap och stadsmiljö. Den   har endast lokaliserats på ett fåtal ställen i nordvästra Skåne, bland annat i Viken norr om Helsingborg, vilket gett arten sitt namn.
Vikenbjörnbär liknar ett mellanting mellan hasselbjörnbär (R. wahlbergii) och lindbjörnbär (R. tiliaster). Det första insamlade exemplaret är från 1872, funnet utanför Helsingborg, men blev inte identifierat som en egen art förrän 2008. 